# 이엔플러스
이엔플러스(ENPlus Co., Ltd.)는 대한민국의 2차 전지 기업이다. 본사는 경기도 화성시 비봉면 현대기아로 818-11에 위치해 있으며 대표이사는 안영용이다.

## 투자
2024년 주식회사 율호 주식 56억 원어치를 취득하여 지분율이 13.71%이 되었다

## 논란
2022년 쌍용자동차 인수 참여를 검토했다가 철회하였으며 안영용 대표가 검찰로부터 자본시장법 위반 및 횡령 혐의로 조사를 받고 무혐의 처분을 받은 바 있다

## 참고문헌
1. ↑  이엔플러스, 2차전지 신사업 이제 1년...성과는?, 팍스경제TV, 2023.12.01
2. ↑  이엔플러스, 세계 최대 석유사 아람코와 이차전지 배터리 협업, 서울경제, 2023.05.25
3. ↑  이엔플러스, 차세대 전극 양산 투자…"밀려드는 주문에 2교대 풀가동", 아시아경제, 2023.06.09
4. ↑  이엔플러스, 주식회사 율호 주식 1,126,945주 56.34억원에 추가 취득 결정, 인포스톡데일리, 2024.01.12
5. ↑  박창민, 기업사냥꾼 놀이터 된 ‘쌍용차 인수’ 복마전, 시사저널, 2022.04.15
6. ↑  나은경, 이엔플러스 “전 대표이사 횡령 혐의, 무혐의 처분”, 이데일리, 2023.04.17